# Roella compacta
Roella compacta är en klockväxtart som beskrevs av Rudolf Schlechter. Roella compacta ingår i släktet Roella och familjen klockväxter. Inga underarter finns listade i Catalogue of Life.